# We're from America
«We're from America» — пісня з сьомої платівки гурту Marilyn Manson The High End of Low. Її назву оприлюднили 18 березня 2009 р. у журналі Kerrang!. Стаття помилково повідомляє, що пісню видали другого тижня березня 2009. Насправді її безкоштовно випустили 27 березня у форматі MP3 через офіційний сайт MarilynManson.com. Пісню видали на iTunes та Amazon 7 квітня 2009 р.

## Список пісень
Автор слів: Мерілін Менсон; автор музики: Твіґґі, Кріс Вренна.
| #  | Назва                                         | Тривалість |
| -- | --------------------------------------------- | ---------- |
| 1. | «We're from America»                          | 5:04       |
| 2. | «Four Rusted Horses (Opening Titles Version)» | 5:02       |

## Чартові позиції
| Чарт (2009)                    | Найвища позиція |
| ------------------------------ | --------------- |
| US Billboard Hot Singles Sales | 3               |